# Morpho iphitus
Morpho iphitus är en fjärilsart som beskrevs av Felder 1867. Morpho iphitus ingår i släktet Morpho och familjen praktfjärilar. Inga underarter finns listade i Catalogue of Life.